# Dhuizel
Dhuizel – miejscowość i gmina we Francji, w regionie Hauts-de-France, w departamencie Aisne.
Według danych na styczeń 2014 roku gminę zamieszkiwało 117 osób, a gęstość zaludnienia wynosiła 17,4 osób/km².